# Verbascum nigrum
Il verbasco nero (Verbascum nigrum L., 1753) è una pianta angiosperma della famiglia delle Scrofulariacee.

## Descrizione
È una pianta erbacea bienne il cui stelo è glabro e piuttosto spigolato nella parte superiore, mentre è feltrato in quella inferiore. La pianta può raggiungere dai 50 ai 100 cm di altezza. 
I fiori sono raggruppati in un racemo terminale che spesso porta ramificazioni laterali. Sono di colore giallo con petali maculati rosso sangue.  Il periodo di fioritura va da giugno a settembre.

## Distribuzione e habitat
Il verbasco nero è diffuso nelle zone temperate e temperate-fredde d'Europa, con un areale che va dalla Spagna all'Ucraina. Lo si può trovare in pascoli magri e cespugliosi, prati e bordi delle strade, dalla pianura fino a circa 1600 metri di altitudine.

## Uso
Il verbasco era anticamente impiegato nella preparazione di farmaci in virtù delle sue proprietà tossifughe, emollienti, lenitive e antinfiammatorie.